# Miniconjou Indijanci
Miniconjou (Mnicouyou, Minneconjou) /="Planters by the River"), jedan od sedam tribeleta Teton Siouxa, nekad nastanjeni od Black Hillsa do rijeke Platte. Nakon bitke na Little Bighornu (1876.), smješteni su na rezervat Cheyenne River u Južnoj Dakoti. Ovdje žive mirno sve do 1889. kada je među Siouxe Kicking Bear uveo religiju Plesa duhova (Ghost Dance), što je jako uznemirilo američku vojsku. Veliki dio plemena stradao je godinu dana poslije (29. prosinca 1890.) u pokolju koji je izvršio James Forsyth sa svojim vojnicima, na mjestu zvanom Wounded Knee. Pobijeno je preko 200 žena, djece i muškaraca zajedno s poglavicom Si Tanka (Spotted Elk, poznat i kao Bigfoot). Miniconjou danas žive zajedno s još tri Teton plemena (Oohenonpa, San Arcs i Sihasapa), na rezervatu Cheyenne River u Južnoj Dakoti.

## Bande
- Lewis and Clark: Minnakineazzo (Miniconjou), Wanneewackataonelar, Tarcoehparh.
- Culbertson 1850 (4): River that Flies, Those that Eat no Dogs, Shell-earring Band, Lejagadatcah.
- Swift 1884, po indijanskim izvorima: Unkcheyuta, Glaglahecha, Sunkayuteshni (Those that Eat no Dogs), Nighetanka, Wakpokinyan, Inyanhaoin (Shell-earring Band), Shikshichela, Waglezaoin, Wannawegha (možda Wanneewackataonelar).[1]

## Vanjske poveznice
- De Miniconjou  Arhivirana inačica izvorne stranice od 14. svibnja 2008. (Wayback Machine)